# Kleinenbroich
Kleinenbroich ist eine ehemalige Gemeinde am Niederrhein. Im Rahmen der kommunalen Neugliederung wurde sie 1975 in die Stadt Korschenbroich (Rhein-Kreis Neuss) eingemeindet.
Das „-broich“ im Ortsnamen wird mit langem „o“ ausgesprochen, das „i“ ist ein Dehnungszeichen.

## Geographische Lage
Kleinenbroich grenzt im Norden an Schiefbahn (Willich) und Kaarst, im Osten an Vorst (Kaarst) und Büttgen (Kaarst), im Süden an Glehn (Korschenbroich) und im Westen an Korschenbroich und  Pesch (Korschenbroich).
Die nächstgelegenen größeren Städte sind: Mönchengladbach,  Krefeld,  Düsseldorf, Neuss und Grevenbroich.

## Geschichte
Der Name Kleinenbroich kommt von dem alten Wort „Bruch“, was Moor bedeutet. Im Mittelalter war der Dingstuhl Kleinenbroich ein Teil des kurkölnischen Amtes Liedberg. Ursprünglich war hier ein Waldgebiet, da die neue Siedlung auf Rodungsland entstanden war. Die Maternuskapelle wurde erstmals im Jahre 1160 erwähnt. Sie gehörte ursprünglich zur Pfarrei Büttgen. 1794 besetzten die französischen Revolutionstruppen Kleinenbroich. Dadurch erlangte 1799 die Maternuskapelle als Pfarrei Dionysius ihre Selbständigkeit. In der Franzosenzeit bildete Kleinenbroich eine Mairie nach französischem Vorbild und gehörte zum Kanton Neersen im Arrondissement Krefeld des Rur-Departements. Nachdem 1814 der gesamte Niederrhein auf dem Wiener Kongress dem Königreich Preußen zugeschlagen wurde, kam Kleinenbroich 1816 zum neuen Kreis Gladbach und aus der Mairie Kleinenbroich wurde die preußische Bürgermeisterei Kleinenbroich.
In den 1860er Jahren wurde die Kirche St. Dionysius, 1980 das Martin-Luther-Haus  erbaut.
Die Gemeinde Kleinenbroich kam 1929 zum Landkreis Grevenbroich-Neuß. Sie bestand aus den Ortschaften Kleinenbroich, Eickerend, Rhedung/Martinshütte, Eschert, Hasseldamm und Überseite. Seit dem 1. Januar 1975 gehört Kleinenbroich zu Korschenbroich.
| Jahr | Einwohner |
| ---- | --------- |
| 1961 | 3.748     |
| 1964 | 4.324     |
| 1970 | 5.962     |
| 1974 | 7.102     |
| 2005 | 10.361    |
| 2006 | 10.344    |
| 2011 | 11.058    |
| 2014 | 10.288    |
| 2021 | 13.486    |

### Wappen
| Wappen der früheren Gemeinde Kleinenbroich | Blasonierung: „Von Rot und Gold (Gelb) fünfmal geschacht; im oberen rechten Freiviertel in Silber (Weiß) das Haupt eines Bischofs mit blau-goldener (gelber) Mitra.“ |
| Wappen der früheren Gemeinde Kleinenbroich | Wappenbegründung: Das Wappen wurde am 13. November 1967 vom nordrhein-westfälischen Innenminister verliehen. Es zeigt den Kopf des hl. Dionysius, Ortspatron der Gemeinde im Obereck; der geschachte Schild entstammt dem Wappen der ortsansässigen einflussreichen Adelsfamilie Randerath. |

### Banner
|  | 00Banner: „Das Banner ist Rot-Gelb-Rot im Verhältnis 1:5:1 längsgestreift mit dem Inhalt des Gemeindewappens im oberen Drittel der mittleren Bahn.“ |

## Kultur
Kleinenbroich ist über seine Grenzen hinaus besonders durch den aktiven Karnevalsverein bekannt. Die örtliche Sebastianus-Bruderschaft schaut auf eine über 300-jährige Tradition zurück.
Im Vergleich zu anderen Kommunen in der näheren Umgebung feiert man in Kleinenbroich zweimal jährlich Kirmes.
Das Schützenfest auf dem Kirmesplatz an der Matthiasstraße findet stets eine Woche nach Pfingsten statt; zudem wird nochmals am zweiten Oktoberwochenende Brauchtum gepflegt.

## Infrastruktur
Kleinenbroich liegt verkehrsgünstig mit fünf Autobahnen (A 44, A 46, A 52, A 57 und A 61) in der direkten Umgebung und zwischen den naheliegenden Flughäfen Düsseldorf und Mönchengladbach. Außerdem hat Kleinenbroich mit dem Bahnhof Kleinenbroich Anschluss an das Netz der S-Bahn Rhein-Ruhr. Der Bahnhof wird von der Linie S 8 bedient, die von Mönchengladbach über Neuss, Düsseldorf und Wuppertal nach Hagen fährt. Seit dem Fahrplanwechsel 12/2016 hält auch die Linie RE4, welche von Aachen über Mönchengladbach, Düsseldorf, Wuppertal, Hagen bis nach Dortmund fährt zweimal am Tag in Richtung Dortmund im Bahnhof Kleinenbroich, damit die DB Regio NRW der Anzahl an Reisenden und Pendlern gerecht werden kann.

## Wirtschaft
Im Gewerbegebiet Püllenweg im Westen Kleinenbroichs haben sich in den letzten Jahren viele kleine und mittelständische Handels- und Handwerksbetriebe unter anderem aus den Branchen Metallverarbeitung, Kfz-Zulieferung und Umwelttechnik angesiedelt.
Das Lebensmitteleinzelhandelscluster mit Edeka, Lidl, Netto, Aldi und TrinkGut fungiert als Einkaufsmagnet für die umliegenden Stadtteile.

## Persönlichkeiten
- Joseph Hülser (1819–1850), Landschaftsmaler der Düsseldorfer Schule
- Quintilian Borren (1855–1927), Laienbruder im Franziskanerorden und Architekt
- Heinrich Schipperges (1918–2003), Medizinhistoriker und Medizintheoretiker
- Hans-Hubert „Berti“ Vogts (* 1946), Fußballspieler und -trainer, hat immer noch ein Haus im Stadtteil Düppheide und besucht regelmäßig seine Familie und Freunde aus der Heimat